# 马天龙
马天龙（1971年7月—），甘肃广河人，东乡族，中国共产党党员。中华人民共和国政治人物、第十三届全国人民代表大会甘肃省代表。

## 生平
2018年2月24日，马天龙被选为甘肃省出席第十三届全国人民代表大会代表